# Drino imberbis
Drino imberbis là một loài ruồi trong họ Tachinidae.